# بويج
بويجيز أس أيه هو مجموعة صناعية مقرها في الدائرة الثامنة في باريس ، فرنسا . مدرج في بورصة يورونكست في باريس وهي شريحة ممتازة في مؤشر سوق الأوراق المالية كاك 40 . تأسست الشركة في عام 1952 من قبل فرانسيس بويج ومنذ عام 1989 بقيادة ابنه مارتن بويج.
تتخصص المجموعة في الإنشاءات ( كولاس جروب، والتطوير العقاري، والإعلام ( مجموعة تي أف 1 ) ، والاتصالات .

## روابط خارجية
- الموقع الرسمي
- بويج تيليكوم (الاب)
- Bouygues Construction (en)
- بويج إيموبيليه (en)
- كولاس (en)
- Offizieller TF1 (en)